# Dita von Teese

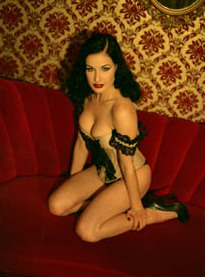
Dita von Teese

Dita Von Teese (Estats Units, 1972) és el nom artístic de Heather Renée Sweet, una vedet i icona fetitxista que reivindica l'estil de l'star system de l'època daurada de Hollywood i de les pin-ups, i el cabaret burlesc. Té formació de ballarina clàssica. El Nadal de 2009 va actuar al cabaret parisenc Crazy Horse. A més fa de model per a publicitat i és imatge de diversos productes cosmètics, de llenceria i d'una línia de sostenidors. En 2006 va publicar el llibre L'Art del glamour i el fetitxisme.
El nom artístic el va escollir quan va aconseguir convèncer a la revista Playboy que li fessin unes fotos. Va escollir el nom Dita per l'actriu Dita Parlo, i es va decantar pel cognom Von Treese després de buscar molt en una guia telefònica. El cognom es va escriure amb un error d'impremta, i ja va quedar Von Teese a partir d'aleshores.
De desembre de 2005 a gener de 2007 va estar casada amb el cantant Marilyn Manson.

## Curiositats
El 2010, els avions de l'empresa Virgin Atlantic que fan el trajecte des de l'aeroport de Heathrow, a Londres, i McCarran, a Las Vegas, van ser decorats amb una imatge de Dita von Teese.
Dita Von Teese és rossa. Es va tenyir de negre els cabells el 1991, cap al començament de la seva carrera, imitant l'estil de la pin-up Bettie Page.